# Cratere de Gasparis
de Gasparis è un cratere lunare di 30,9 km situato nella parte sud-occidentale della faccia visibile della Luna, a sudovest del cratere Cavendish e a sud del cratere Mersenius.
Il bordo di de Gasparis è corroso e consumato da impatti successivi e l'interno è stato invaso da lava basaltica. Ciò che rimane del margine non si eleva di più di 800 metri dalle pianure circostanti.
Questo cratere è particolare per le numerose rimae che si incrociano sia nel pianoro interno che nelle aree circostanti. Questo sistema di fratture è denominato Rimae de Gasparis e si estende per circa 130 chilometri. Si ritiene che queste rima si siano formate per smottamenti avvenuti in zone profonde. Per il loro estendersi attraverso il cratere, la loro formazione deve essere successiva a quella di de Gasparis.
Il cratere è dedicato all'astronomo italiano Annibale de Gasparis.

## Crateri correlati
Alcuni crateri minori situati in prossimità di de Gasparis sono convenzionalmente identificati, sulle mappe lunari, attraverso una lettera associata al nome.
| de Gasparis | Coordinate            | Diametro (in km) |
| ----------- | --------------------- | ---------------- |
| A           | 26°44′24″S 51°22′12″W | 38,41            |
| B           | 27°03′S 52°39′W       | 11,87            |
| C           | 26°14′24″S 51°49′12″W | 6,19             |
| D           | 25°38′24″S 50°12′36″W | 4,43             |
| E           | 26°25′48″S 49°32′24″W | 6,89             |
| F           | 26°15′00″S 49°26′24″W | 7,82             |
| G           | 26°58′48″S 49°23′24″W | 5,79             |